# Murong Cot
Murong Cot is een bestuurslaag in het regentschap Pidie van de provincie Atjeh, Indonesië. Murong Cot telt 351 inwoners (volkstelling 2010).